# La Feuillie, Seine-Maritime
La Feuillie är en kommun i departementet Seine-Maritime i regionen Normandie i norra Frankrike. Kommunen ligger i kantonen Argueil som tillhör arrondissementet Dieppe. År 2022 hade La Feuillie 1 245 invånare.

## Befolkningsutveckling
Antalet invånare i kommunen La Feuillie
| Referens: INSEE |